# Zebegény
Zebegény es un pueblo húngaro perteneciente al distrito de Szob, condado de Pest.

## Superficie
Cuenta con una superficie de 9,63 km².

## Demografía
Hasta 2024 la población era de 1289	habitantes, con una densidad de población de 133,85 hab/km².
| Gráfica de evolución demográfica de Zebegény entre 2020 y 2024 |
|                                                                |
| Datos según la Oficina Central de Estadística de Hungría.      |